# Beatrice Lungu
Beatrice Lungu (sinh ngày 23 tháng 11 năm 1956) là một vận động viên chạy nước rút người Zambia. Bà đã thi đấu ở nội dung 100 mét nữ tại Thế vận hội Mùa hè năm 1972.